# Clavellotis strumosa
Clavellotis strumosa är en kräftdjursart som först beskrevs av Alessandro Brian 1906.  Clavellotis strumosa ingår i släktet Clavellotis och familjen Lernaeopodidae. Inga underarter finns listade i Catalogue of Life.